# Moritz Hinträger
Moritz Hinträger (* 24. November 1831 in Schinkau; † 27. April 1909 in Bozen) war ein österreichischer Architekt.

## Leben

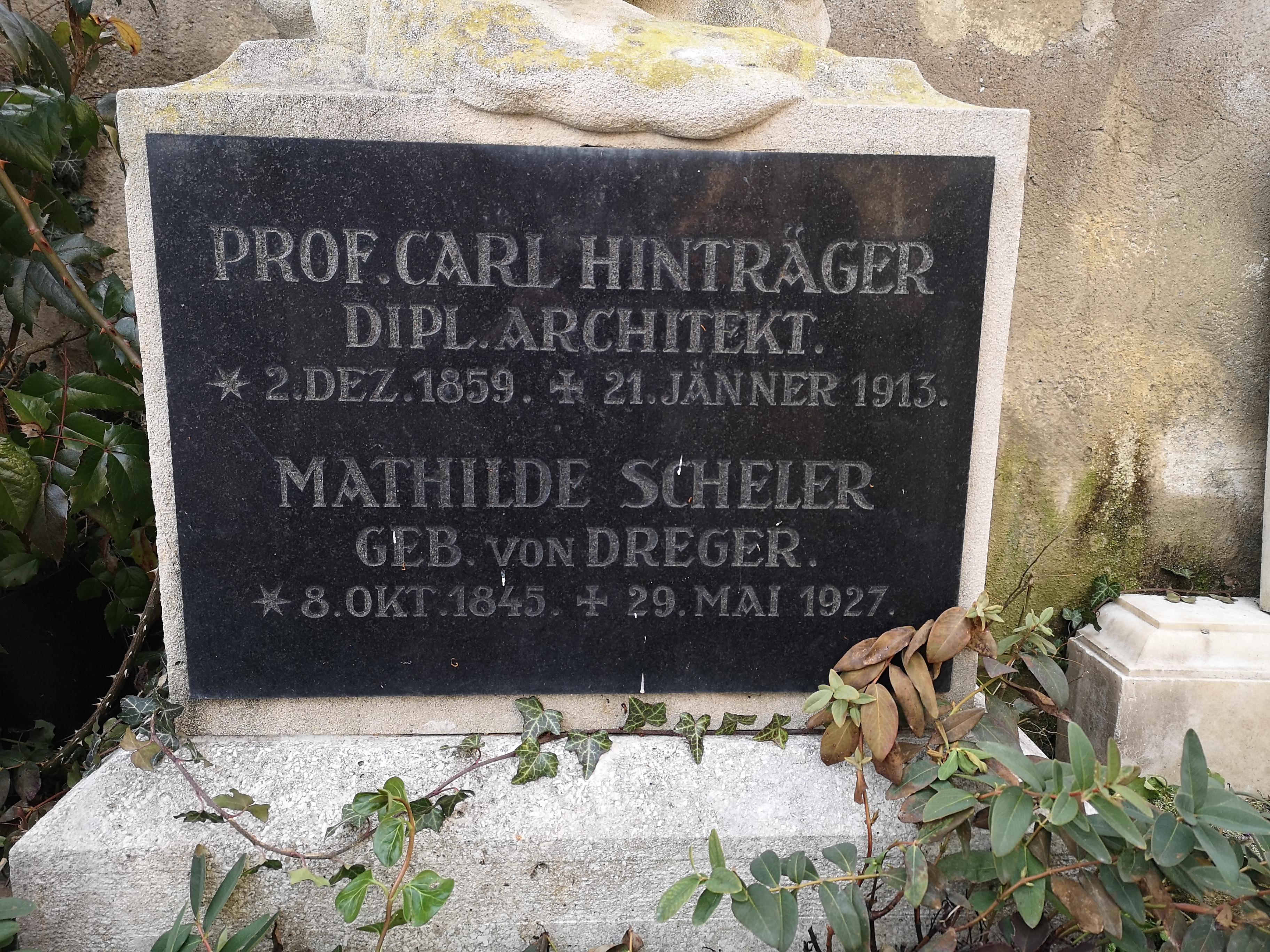
Grabmal von Moritz’ Sohn Carl Hinträger und von Mathilde Scheler in Gries (Bozen)

Der Sohn eines Gutsverwalters besuchte zunächst das Polytechnikum in Prag, wo er zum Bauingenieur ausgebildet wurde. Dann ging er nach Wien, wo er bei verschiedenen Bauunternehmen arbeitete und gleichzeitig an der Akademie der bildenden Künste Wien studierte. Von 1871 bis 1874 wirkte er als Baudirektor bei der Union-Baugesellschaft, danach war er selbstständiger Architekt. Ab 1883 war er gemeinsam mit seinem Sohn Karl (auch Carl) Hinträger tätig. Seinen Lebensabend verbrachte die Familie Hinträger in Gries, wo sie die heute noch bestehende Villa Hinträger (Pension Julienhof) errichtete.

## Leistung
Moritz Hinträger war einer der meistbeschäftigten Architekten des späten 19. Jahrhunderts in Österreich. Er war zeitlebens dem Historismus verpflichtet, wobei er besonders die Wiener Neorenaissance pflegte. Er beschäftigte sich mit allen Arten von Bauten, trat aber besonders erfolgreich im Schulbau hervor. Hierbei war es vor allem der überzeugende Grundriss seiner Entwürfe, der für die unterschiedlichsten Ansprüche angewendet werden konnte, der ihm zahlreiche Aufträge einbrachte. Auch andere öffentliche Bauten, bei denen es darauf ankam, einen umfangreichen Personenverkehr zu bewältigen, wie Rathäuser oder Sparkassengebäude, wurden ihm gerne zur Ausführung übertragen.
Hinträger war auch als Redakteur von Fachzeitschriften, als Sachverständiger und als Mitglied der Genossenschaft bildender Künstler Wiens tätig.

## Werke

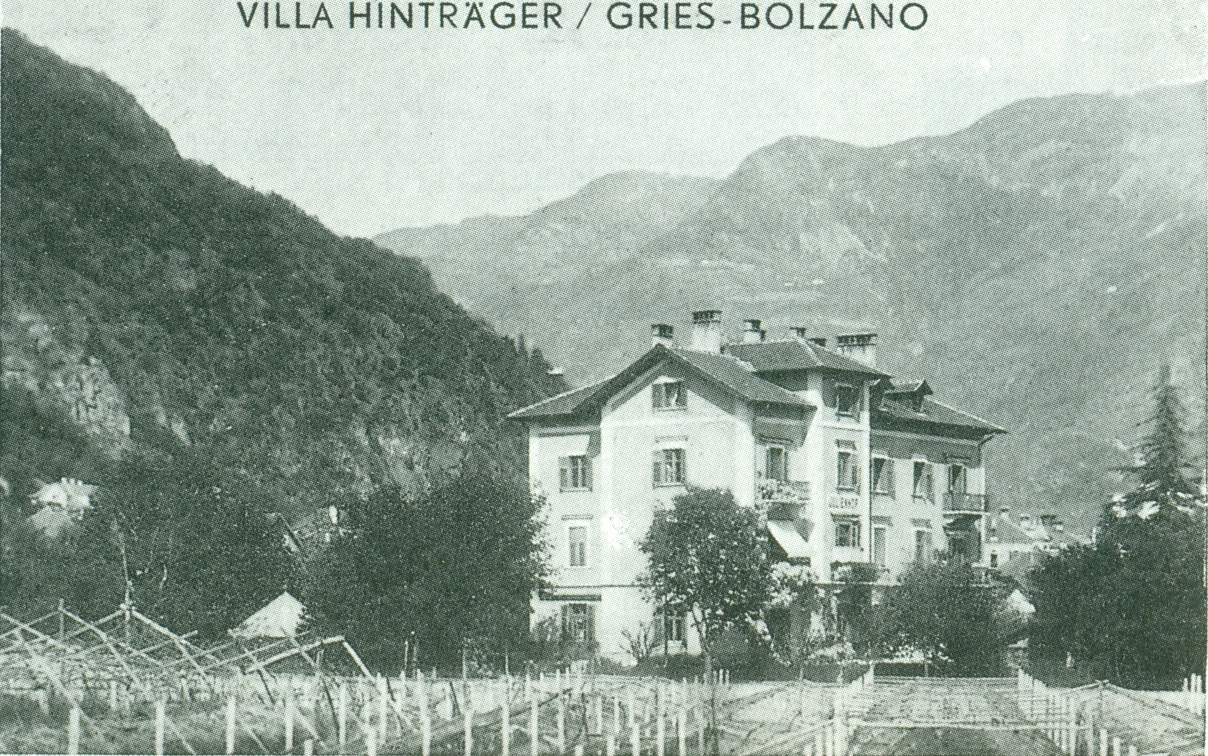
Die Villa Hinträger in Gries (Bozen), Wohnhaus Moritz und Karl Hinträgers, Aufnahme von 1930

- Schloss Horskysfeld, Býchory (1865–1870)
- Oberrealschule, Pilsen (1866)
- Haus Emil Škoda, Pilsen, Klatovská třída 348/10 (1866)
- Miethäuser, Schottenring 8 und 12, Wien 1 (1869–1870)
- Landwirtschaftliche Gewerbeanlagen, Kolin (1870)
- Wohnhaus, Bartensteingasse 1–5, Wien 1 (1873–1874), zusammen mit Josef Hudetz
- Villa Tichy, Kaltenleutgeben (1874)
- Miethäuser, Karolinengasse 17 und 19, Wien 4 (1874)
- Schule, Jahnstraße 5–7, Innsbruck (1874–1876)
- Sparkassengebäude, Erlerstraße 8, Innsbruck (1877)
- Familiengruft Horsky von Horskysfeld, Ovčáry (1877–1878)
- Villa P. Piette, Freiheit (1880–1882)
- Miethaus, Rienößlgasse 13, Wien 4 (1881–1882)
- Wohnhaus, Schwindgasse 20, Wien 4 (1883), zusammen mit Heinrich Claus
- Schule, Postelberg (1885), zusammen mit Karl Hinträger
- Waisen- und Armenhaus, Zwittau (1886), zusammen mit Heinrich Claus
- Miethaus, Baumgasse 20, Wien 3 (1886)
- Gymnasium, Gymnasiumstraße 83, Wien 18 (1887)
- Villa Tischler, Hirtenberg (1887), zusammen mit Karl Hinträger
- Mädchen-Volks- und Bürgerschule, Neutitschein (1888–1889), zusammen mit Heinrich Claus
- Volksschule, Schulgasse 23, Reichenau an der Rax (1888–1889), zusammen mit Karl Hinträger (Bauausführung: Heinrich und Franz Glaser)
- Knaben-Volks- und Bürgerschule, Iglau (1888–1890), zusammen mit Heinrich Claus
- Schule, Via Prati, Trient (1888–1891), zusammen mit Karl Hinträger
- Mädchenvolksschule Breitensee, Wien 14 (1889), zusammen mit Karl Hinträger
- Oberrealschule, Kasernengasse, Osijek (1889), zusammen mit Karl Hinträger
- Schule, Wilhelmsburg (1890), zusammen mit Karl Hinträger
- Mädchen-Volks- und Bürgerschule, Mährisch-Schönberg (1890), zusammen mit Karl Hinträger
- Mädchen-Waisenhaus, Mährisch-Schönberg (1890), zusammen mit Heinrich Claus
- Doppelvolksschule, Baumkirchnerring 18, Wiener Neustadt (1890), zusammen mit Karl Hinträger
- Rathaus, Fö-ter, Ödenburg (1890), zusammen mit Karl Hinträger
- Doppelvolksschule, Wehrgrabenstraße, Aranyos-Maróth (1890), zusammen mit Karl Hinträger
- Sparkasse und Rathaus, Ungarisch Hradisch (1890), zusammen mit Karl Hinträger
- Amtshaus, Martinstraße 100, Wien 18 (1890–1891), zusammen mit Karl Hinträger
- Hauptschule, Langstögergasse 15, Klosterneuburg (1892–1893), zusammen mit Karl Hinträger
- Volksschule mit Lehrerwohntrakt, Mauthausen (1892–1893), zusammen mit Karl Hinträger
- Sparkassengebäude, Wassergasse 3, Baden (1893)
- Volks- und Bürgerschule, Böhmisch-Leipa (1893), zusammen mit Karl Hinträger
- Schule und Kindergarten, Oberhollabrunn (1893), zusammen mit Karl Hinträger
- Sparkasse, Oberplan (1894), zusammen mit Karl Hinträger
- Volksschule, Hainfelder Straße 24, Pottenstein (1895), zusammen mit Karl Hinträger
- Gymnasium, Mährisch-Schönberg (1896), zusammen mit Karl Hinträger
- Bezirkshauptmannschaft, Babenbergerstraße 18, Lilienfeld (1896), zusammen mit Karl Hinträger
- Hotel Pannonia, Varkerület 73–75, Ödenburg (1897), zusammen mit Karl Hinträger
- K.u.k. Gerichts- und Gefangenenhaus, Böhmisch-Leipa (1897), zusammen mit Karl Hinträger
- Villa Hinträger, Preinrotte 37, Prein an der Rax (1897–1898), zusammen mit Karl Hinträger
- Villa, Kunigundberstraße 40, Perchtoldsdorf (1898), zusammen mit Karl Hinträger
- Jubiläums-Wohngebäude, Bahnhofstraße 2, Zwettl-Niederösterreich (1898)
- Feuerwehr-Central-Depot, Laibach (1898), zusammen mit Karl Hinträger
- Rathaus, Jägerndorf (1901–1902), zusammen mit Karl Hinträger
- Volksschule, Karl-Hilber-Straße 1, Traiskirchen (1904), zusammen mit Karl Hinträger

## Auszeichnungen
- 1907 Zivil-Verdienstmedaille (Österreich)[1]